# Клэри, Тайлер
Тайлер Клэри (англ. Tyler Clary, 12 марта 1989, Редлендс, Сан-Бернардино, Калифорния, США) — американский пловец, олимпийский чемпион 2012 года на дистанции 200 метров на спине. Завершил карьеру пловца в 2016 году. Профессионально занимается гонками. В 2017 году в качестве третьего водителя Optima Batteries BMW 328i квалифицировался для участия в IMSA Continental Tire SportsCar Challenge. В 2014 году по версии журнала «Swimming World Magazine» был признан «Пловцом года».

## Биография
Скотт Тайлер Клэри родился 12 марта 1989 года в городе Редлендс, округ Сан-Бернардино, штата Калифорния, США. По его рассказам, к плаванию его приучили родители. Поскольку семейство очень любило отдыхать за городом на воде, было принято решение, что в случае опасности отец будет спасать младшего сына, мать — дочь, а Тайлер должен был самостоятельно выбраться на берег. Поступил в университет Мичигана, где присоединился к команде пловцов Michigan Wolverines. Помимо плавания в круг его интересов входит участие в гонках, проигрывание музыки в качестве диджея, компьютерное программирование и садовая аквапоника. Последней он активно занимается вместе со своей девушкой Кэролайн в частном доме в городе Шарлотта, штат Северная Каролина, где пара обустроила две оранжереи.

### Плавание
Занятия в университетской команде Michigan Wolverines заставили Клэри всерьёз задуматься об карьере профессионального пловца. В дальнейшем он начал тренироваться в составе команды FAST (Fullstream Area Swim Team), членом которой когда-то была знаменитая американская пловчиха Джанет Эванс. Клэри утверждал, что Эванс была для него настоящим кумиром в мире плавания, особенно после того, как она на Летних Олимпийских играх 1988 года в Сеуле смогла превзойти пловцов из ГДР, которые употребляли стероиды.
В 2006 году он участвовал в чемпионате мира по плаванию среди юниоров, где завоевал 4 медали. До и во время этих соревнований он выступал под именем Скотт Флауэрc (англ. Scott Flowers), но после 2006 года сменил имя на Скотт Тайлер Клэри. После этого он становился чемпионом по плаванию и дайвингу Национальной ассоциации студенческого спорта в 2009 и 2010 годах, а также 11 раз входил в состав символической сборной Национальной ассоциации студенческого спорта (NCAA All-American honors).
В 2009 году во время Чемпионата мира по водным видам спорта в Риме в комплексном плавании на 400 м завоевал серебряную медаль. Ещё две бронзовые медали в активе Клэри были выиграны во время чемпионатов мира 2011 (200 м на спине) и 2013 (200 м на спине) года.
Медаль высшей олимпийской пробы Клэри завоевал на Летних Олимпийских играх 2012 года в Лондоне. В финальном заплыве на 200 метров на спине среди мужчин с результатом 1:53.41 (олимпийский рекорд) он обогнал соперников из Японии (Рёсукэ Ириэ, 2-е место, 1:53.78) и США (Райан Лохте, 3-е место, 1:53.94).
В 2016 году Клэри принимал участие в олимпийском отборе в США, где боролся за право квалифицироваться на Летние Олимпийские игры 2016 года в Рио-де-Жанейро. Однако в финальном заплыве он финишировал лишь третьим. После этого он выступил с официальным заявлением об окончании карьеры пловца и выступлений на профессиональных соревнованиях.

### Автогонки
Тайлер Клэри увлекался гонками с детских лет. В качестве водителя гоночного автомобиля попробовал себя после окончания колледжа. Первыми соревнованиями, в которых он принял участие, были Skip Barber Open Wheel Racing School в 2012 году. По окончании заезда он был выбран в группу из тридцати трёх человек (среди десяти тысяч претендентов) для прохождения обучения в Indycar Academy. С тех пор тестирует транспортные средства таких брендов, как Toyota, Stronghold Motorsports и SR2 Motorsports.
Будучи известным пловцом, Клэри встретился с профессиональным гонщиком NASCAR Джимми Джонсоном. Спортсмены договорились, что Клэри даст несколько уроков по плаванию, а Джонсон, в свою очередь, предоставил возможность принимать с ним целый день участие в гонках.